# Hologagrella luzonica
Hologagrella luzonica is een hooiwagen uit de familie Sclerosomatidae.